# Les Mystères de l'arc-en-ciel
 (décembre 2014).
Si vous disposez d'ouvrages ou d'articles de référence ou si vous connaissez des sites web de qualité traitant du thème abordé ici, merci de compléter l'article en donnant les références utiles à sa vérifiabilité et en les liant à la section « Notes et références ».
Les Mystères de l'arc-en-ciel (Unweaving the Rainbow), sous-titré Science, désillusion et l'appétit d'émerveillement (Science, Delusion and the Appetite for Wonder), est un essai scientifique de Richard Dawkins, publié dans sa version originale anglaise en 1998 et dans sa traduction française en 2000. Il aborde la question des relations entre les sciences et les arts d'un point de vue scientifique.
Dawkins traite de l'affirmation erronée selon laquelle sciences et arts seraient en désaccord. Amené sur ce champ de réflexion par ses précédents livres Le Gène égoïste et L'Horloger aveugle, dans lesquels il présente aux lecteurs sa vision matérialiste, Dawkins ressent ici le besoin d'expliquer, en tant que scientifique, pourquoi il perçoit le monde comme digne d'émerveillement et source de plaisir. Ce plaisir ne se trouve pas dans les actions inexplicables d'une divinité imaginaire mais dans les lois de la nature, qu'il cherche à comprendre. 
Le point de départ du livre est l'accusation de John Keats contre Isaac Newton, le premier accusant le second de détruire la beauté de l'arc-en-ciel en expliquant sa formation. Le livre tend ainsi à démontrer au lecteur que la science ne détruit pas la poésie, mais, au contraire, permet de découvrir de la poésie dans les modèles offerts par la nature. 